# Canet (Lleida)
Canet és una partida de l'Horta de Lleida, de Lleida.

## Origen del nom
El terme Canet prové del llatí Cannetum, que vol dir canyar, lloc poblat de canyes. Apareix per primer cop documentat el 944 "afrontat ... de meridie in rio uel in ipso caneddo". Aquesta és la teoria més probable sobre l'origen del nom de la partida.
Una segona teoria parla de l'origen provinent del canet recipient, car en català antic un canet era un recipient per contenir líquids amb l'origen del nom derivat dels recipients prehistòrics quan l'home emprava un tall de canya com a recipient. Això juntament amb la presència al terme d'un antic molí d'oli n'explicaria el nom.
Una tercera teoria, basada en l'etimologia popular, parla de la derivació en diminutiu del mot Ca (Gos), i una quarta d'un origen on un Canet seria un petit turó, com efectivament en trobem un al terme, amb 247,4 metres d'elevació sobre el nivell del mar.
Des de temps immemorials hom aprofità la Font de Canet per abeurar-se.
El pas per la partida de la Séquia del Secà, o "del Cap", provinent del Canal de Pinyana, permet als habitants l'explotació de conreus d'arbres fruiters.
És una zona de molt baixa població, que suporta l'encreuament entre les autovies A-14 i A-2 al bell mig del terme.

## Geografia
|                    | Torrefarrera | Camp-Rodó |
| Alpicat            |              | Cunillars |
| Partida d' Alpicat | Peixa-Sommès | Montcada  |

Limita:
- Al nord amb el terme municipal del Torrefarrera.
- Al nord-est amb la partida de Camp-Rodó.
- A l'est amb la partida de Cunillars.
- Al sud-est amb la partida de Montcada.
- Al sud amb la partida de Peixa-Sommès.
- Al sud-oest amb la Partida d'Alpicat.
- A l'oest amb el terme municipal d'Alpicat.